# Trolejbusová doprava v Hradci Králové
V Hradci Králové je od roku 1949 v provozu síť trolejbusové dopravy.

## Historie

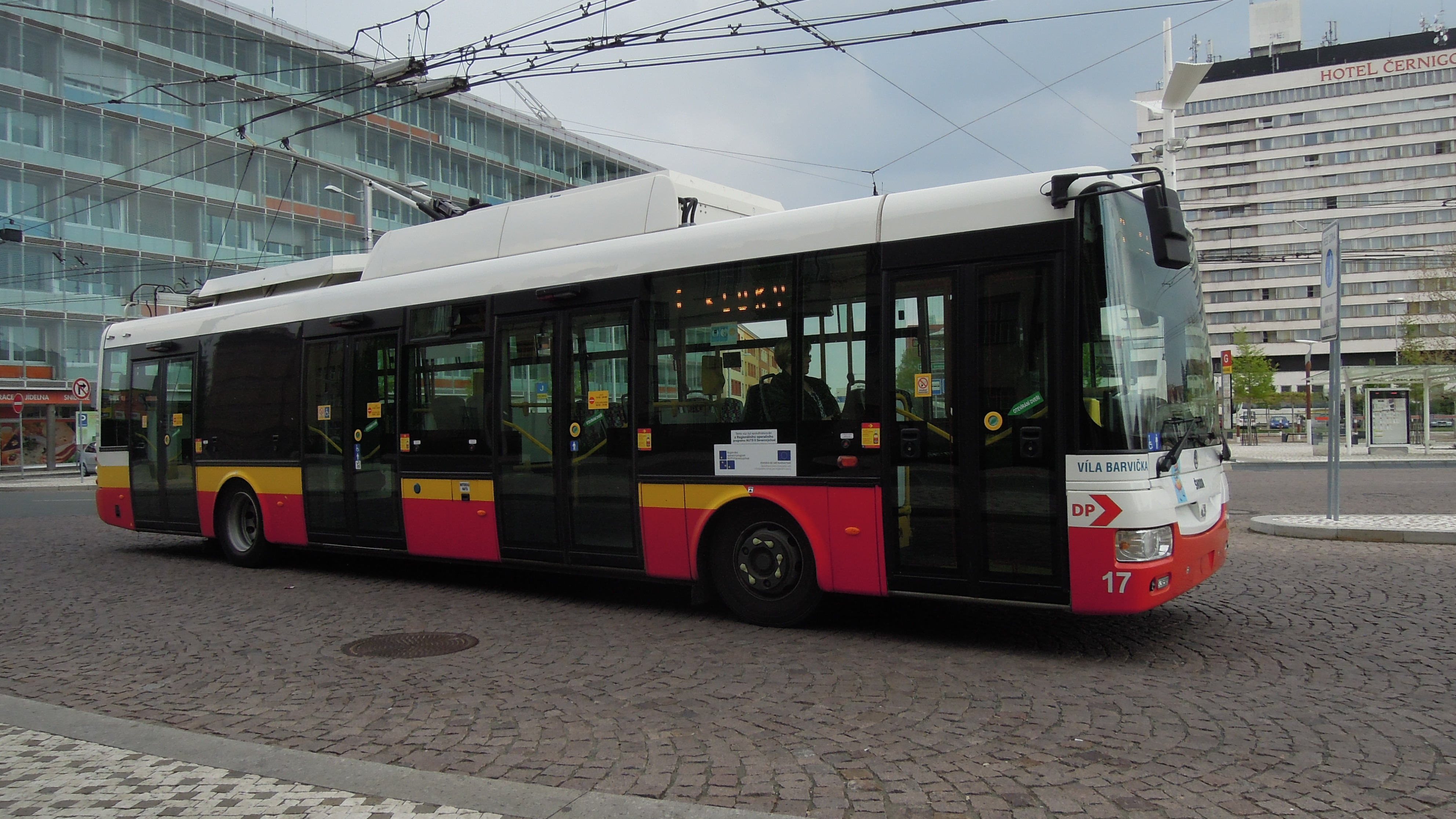
Trolejbus Škoda 30Tr s dieselovým agregátem v roce 2014

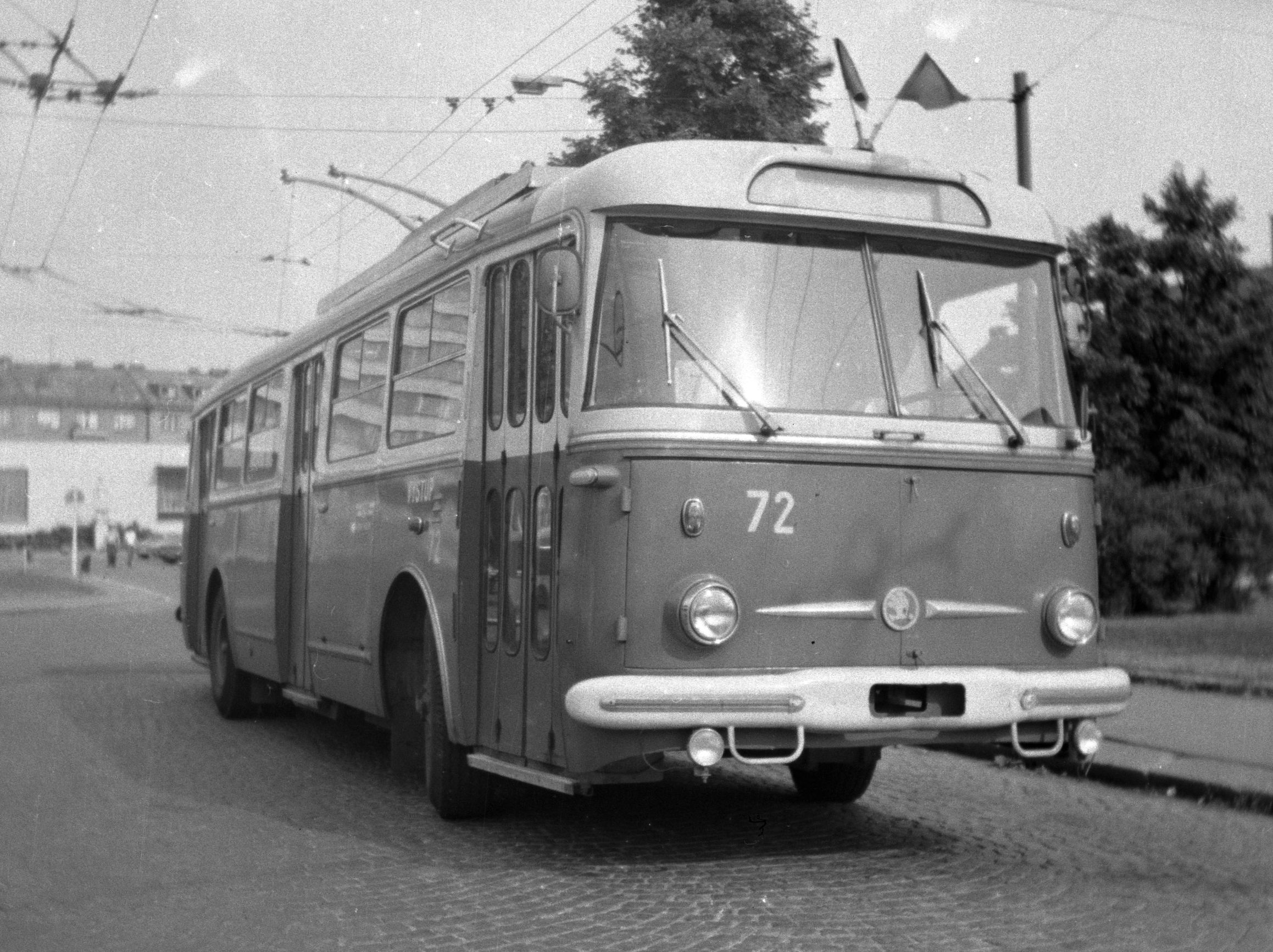
Škoda 9Tr v Hradci Králové (rok 1981)

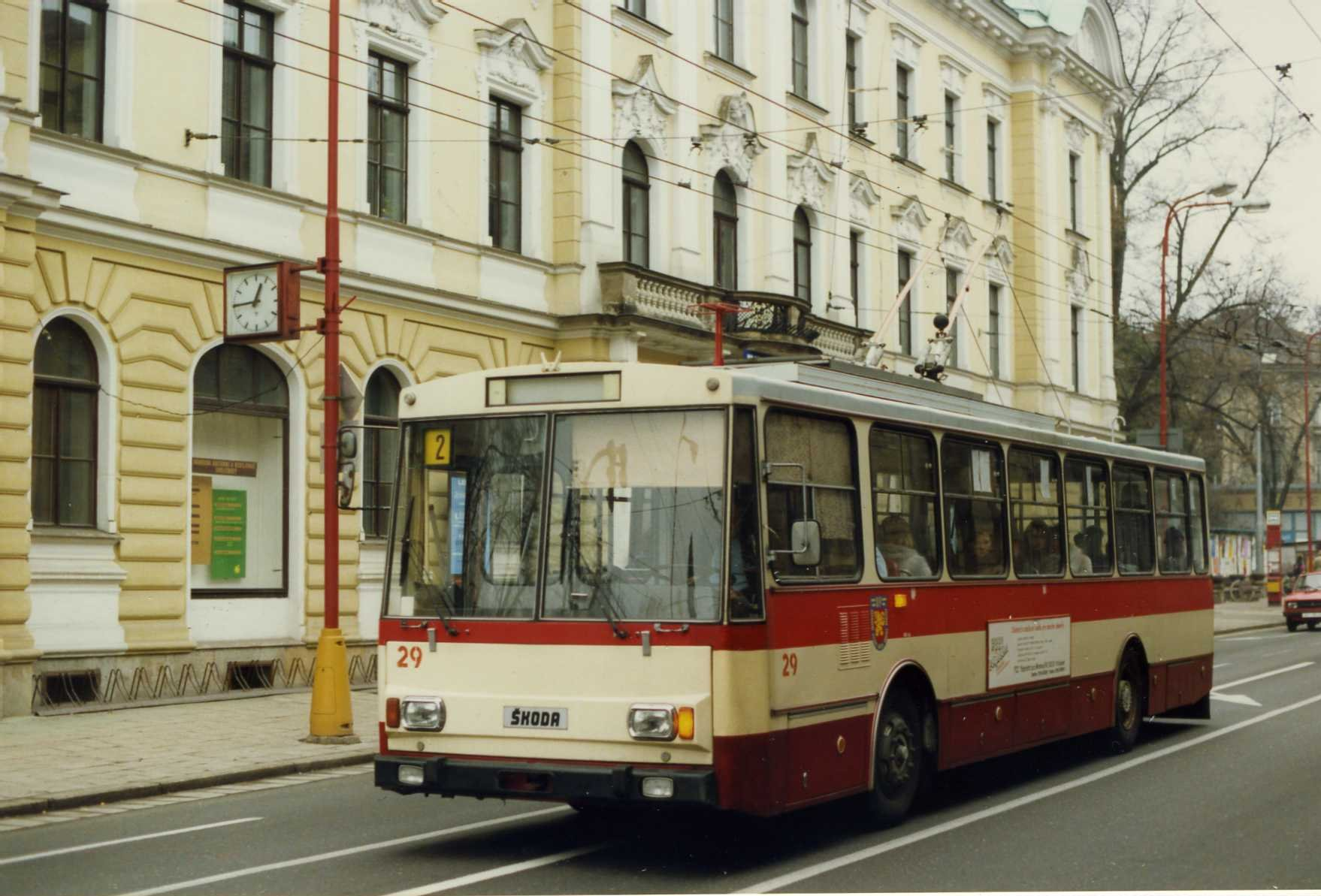
Škoda 14Tr v roce 1992

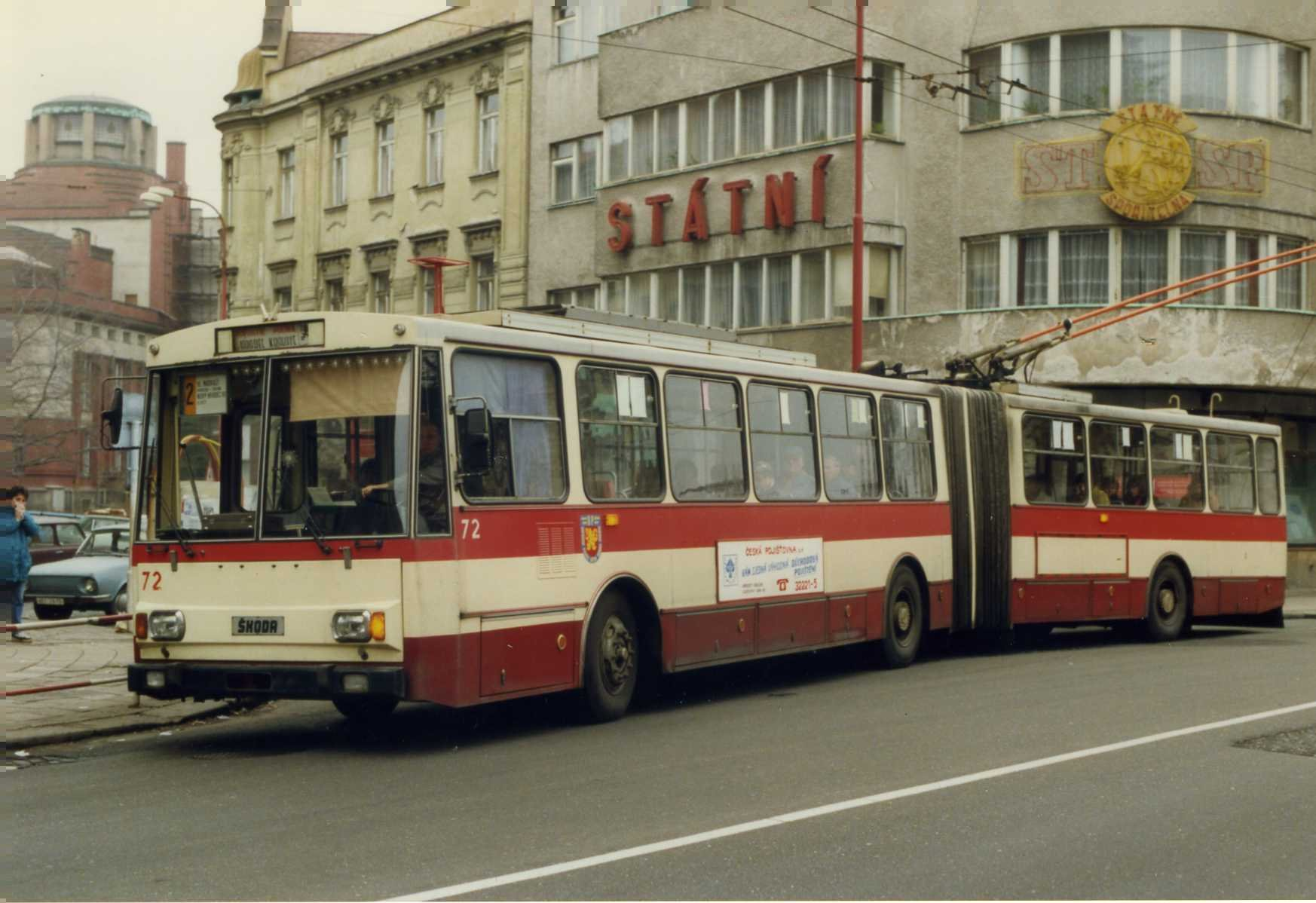
Kloubový trolejbus Škoda 15Tr v roce 1992

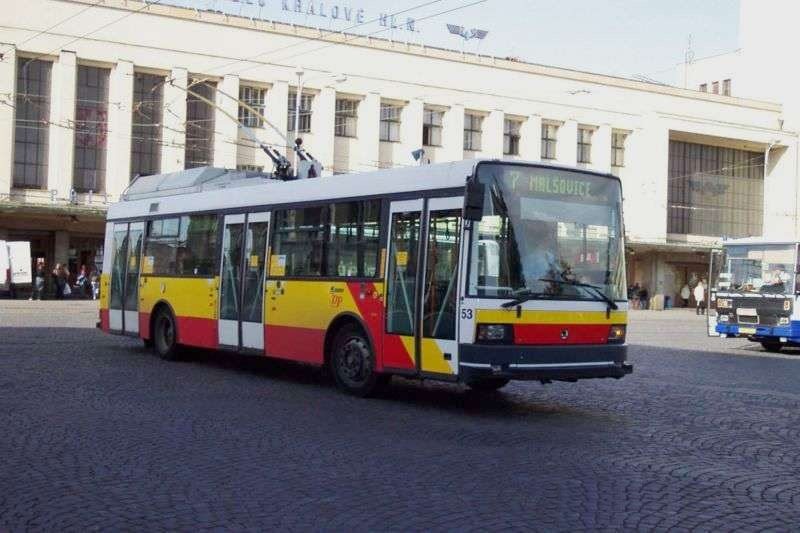
Trolejbus Škoda 21TrAC v roce 2005

### Začátky provozu
V roce 1947 tehdejší Jednotný národní výbor zadal projekty pro výstavbu trolejbusové sítě. V Hradci nikdy nejezdily tramvaje (ačkoli se o nich původně uvažovalo), jako v řadě jiných měst, kde dnes trolejbusy jezdí; v první polovině minulého století se totiž město věnovalo spíše výstavbě nových čtvrtí než dopravě. 
První trolejbusová trať, která byla otevřena 2. května 1949, se stavěla pouhý jeden rok a vedla od královéhradeckého hlavního nádraží přes Ulrichovo náměstí a Pražský most na Nový Hradec Králové. Využívala ji linka č. 2, přičemž úsek od továrny Petrof na konečnou byl v počátku veden pouze v jedné stopě. 
Ještě téhož roku byla zprovozněna další trať pro linku č. 0 na Slezské Předměstí. Linka byla specifická tím, že každý z jejích směrů měl částečně odlišnou trasu. Směrem od hlavního nádraží, přes Ulrichovo náměstí a Pražský most využívala stejnou trať jako linka č. 2, dále však odbočovala vlevo k hotelu Grand a poté na Pospíšilovu třídu. Zde se trať u Rožberku (dnes u hotelu Alessandria) rozdělovala na dvě jednostopé části, tvořící smyčku. Dále trať vedla dnešními ulicemi Bratří Štefanů (Stoletá) a Kladská ke konečné Cihelna. V opačném směru linka z Cihelny jela kolem nádraží Slezské Předměstí a dále zpět po Pospíšilově třídě (dnes třídě SNP) k Rožberku, odkud až k Adalberitnu jela po stejné trase jako v opačném směru. Od Adalbertina odbočila k Tyršovu mostu a pokračovala Dukelskou třídou a ulicemi Chelčického a Haškova k hlavnímu nádraží.
Jediná měnírna v síti se nacházela v prostorách vodní elektrárny Hučák, až v roce 1955 se k ní přidala druhá pod Novým Hradcem. Až do roku 1952, kdy byla postavena vozovna Pouchovská, byly vozy garážovány ve vnitrobloku v ulici Škroupova.

### Od 50. let k Sametové revoluci
V roce 1951 byla postavena druhá stopa trati od Petrofu na Nový Hradec. Postupně byly zprovozňovány i další tratě, takže v roce 1952 už byl dokončen okruh kolem historického centra města a trať do Kuklen a dále v jedné stopě do Plačic. S výstavbou nové vozovny v ulici Pouchovská k ní byla postavena manipulační odbočka z Pospíšilovy třídy. 
Ke konci roku 1958 byl zahájen provoz i na nové trati do Malšovic, další rok byla zobousměrněna jednostopá trať na Slezském Předměstí, kde vznikla nová konečná Cihelna. V první polovině 60. let dosáhly trolejbusy ve městě svého největšího rozsahu, v provozu jezdily trolejbusy typů Škoda 7Tr, 8Tr a 9Tr. 
V roce 1965 byla postavena ještě trať na sídliště Sever a pak nastal útlum – MěNV Hradce Králové se rozhodl síť zrušit. První zrušenou tratí se stal úsek na Gočárově třídě v roce 1967 (provoz tu byl obnoven až v 90. letech), o rok později byla zrušena trať u Stoleté a části Pospíšilovy třídy k Pyrámu (nahrazena tratí Buzuluckou ulicí a propojkou na Pouchovské) na Slezském Předměstí. V roce 1969 byla postavena propojka ze sídliště Sever Myslivečkovou ulicí na třídu SNP.
V 70. letech se díky dobrému stavu trolejbusové sítě a částečně i díky ropné krizi útlum zastavil a začala postupně modernizace všech tratí.

### Od 90. let do současnosti
V souvislosti se změnou společenských poměrů po roce 1989, a také díky rekonstrukci jednotlivých hradeckých mostů se začala trolejbusová síť opět rozšiřovat. Nově byl v roce 1993 zatrolejován jihozápadní úsek II. silničního okruhu pro linku č. 1 na Nový Hradec Králové. V roce 1995 byla obnovena byla trať na Pospíšilově a Gočárově třídě. 
Od roku 1994 byl v královéhradecké trolejbusové síti unikát – trolejbus s přívěsným vozíkem s přídavným dieselovým agregátem, který obsluhoval trať do Kluků, kam nevede trolejové vedení. V roce 2001 získalo město nízkopodlažní trolejbus Škoda 21TrACI s vestavěným agregátem, který nezatrolejovaný úsek obsluhoval do června 2012. Poté jej nahradila Škoda 30Tr s pomocným dieselagregátem. 
V roce 2001 byla postavena krátká trať z kuklenské Bláhovky k nové konečné u Hypernovy. O dva roky později byla přeložena již celá trať z Kuklen do Plačic na trasu kolem Hypernovy a ulicí Vlčkovická, tentokrát již ve dvou stopách. Do té doby spoje linky č. 3 do Plačic zajížděly z Bláhovky ulicí Kutnohorská.
Bylo též uvažováno o elektrifikaci linek č. 23 a 24 na sídlišti Moravské Předměstí a Třebši, k realizaci však nedošlo. Kolem roku 2014 se uvažovalo také o výstavbě tratí do čtvrti Farářství a obnově zrušených úseků v jižní části Slezského Předměstí, z čehož ale kvůli rozmachu elektrobusů u hradeckého DP nakonec sešlo. 
Realizace se v únoru 2019 dočkala pouze krátká odbočka z páteřní tratě na Nový Hradec Králové na smyčku Pod Strání, nacházející se v sídlišti Moravské Předměstí. Tento nově vybudovaný úsek začala využívat nově zavedená linka č. 4, spojující Pod Strání s Terminálem HD. Zahájení jejího provozu souviselo se zrušením některých spojů linek č. 1 a 2, kdy vozidla uvolněná z těchto linek byla následně nasazena právě na linku č. 4.
V souvislosti s dodáním nových trolejbusů Škoda 30Tr vybavených trakčními bateriemi byl od února 2019 zahájen provoz dalších dvou linek, na nichž se využívá schopnost trolejbusů jezdit i mimo trolejové vedení. Elektrická trakce tak začala obsluhovat sídlištní oblast Plachta prostřednictvím okružní linky č. 21. Původní autobusová linka č. 27, zajišťující spojení mezi sídlišti Slezské a Moravské Předměstí, byla převedena na trolejbusový provoz. Bateriové trolejbusy jsou od té doby rovněž nasazovány na vybrané spoje linky č. 7, které zajíždějí do nezatrolejované jižní části sídliště Malšovice.

## Linky
V Hradci Králové bylo v září 2021 v provozu 8 trolejbusových linek.
| Linka č. | Z                     | Do                    | Délka         | Doba jízdy   | Od roku | Přes (vybrané zastávky) | Poznámka |
| -------- | --------------------- | --------------------- | ------------- | ------------ | ------- | --- | --- |
| 1        | Terminál HD           | Kluky planetárium     | 6,8 km (7,6*) | 20 min (23*) | 1993    | Hlavní nádraží, OD Tesco a Atrium, Střelnice, Lipky, Fakultní nemocnice, Hotel Garni, Futurum, Na Brně, Na Plachtě, Nový Hradec Králové                                 | Úsek Nový Hradec – Kluky není pod trakčním vedením. Z NHK sem zajíždí jen vybrané spoje. Obsluhují převážně kloubové vozy, krom spojů do Kluků.                             |
| 2        | Terminál HD           | Nový Hradec Králové   | 7,4 km        | 24 min       | 1949    | Hlavní nádraží, Ulrichovo náměstí, Adalbertinum, Magistrát města, Zimní stadion, Hotel Garni, Futurum, Na Brně, Na Plachtě                                              | Obsluhováno převážně kloubovými vozy. |
| 3        | Slezské př. – Cihelna | Plačice               | 10 km (8,5*)  | 32 min (28*) | 1949    | Slezské př. – nádraží, Alessandria, Sever střed, Dopravní podnik, Magistrát města, Centrál, OD Tesco a Atrium, Hlavní nádraží, ZVU, Kukleny náměstí, Kukleny Albert     | Část spojů nezajíždí do Plačic, ale končí na zastávce Kukleny Albert. |
| 4        | Terminál HD           | Pod Strání            | 6 km          | 21 min       | 2019    | Hlavní nádraží, OD Tesco a Atrium, Centrál, Muzeum, Magistrát města, Zimní stadion, Hotel Garni, Futurum, Na Brně, Palachova                                            | Linka jezdí pouze ve všední dny. Obsluhováno převážně kloubovými vozy. |
| 6        | Terminál HD           | Slezské př. – Cihelna | 5 km          | 17 min       | 1995    | Hlavní nádraží, Ulrichovo náměstí, Adalbertinum, Magistrát města, Průmyslová škola, Alessandria, Slezské př. – nádraží                                                  | Částečně obsluhují kloubové vozy. |
| 7        | Terminál HD           | Malšovice – U Čechů   | 4,6 km (5,7*) | 16 min (20*) | 1958    | Hlavní nádraží, OD Tesco a Atrium, Centrál, Muzeum, Magistrát města, Stará nemocnice, Na Kotli, Náhon, Husův pomník                                                     | Některé spoje jezdí přes nezatrolejovaný úsek Náhon, Štefcova, Kino Mladých, Čajkovského, Na Občinách, Husův pomník                                                         |
| 21       | Plachta – U Parku     | Plachta – U Parku     | 11,1 km       | 27 min       | 2019    | Na Brně, Futurum, Hotel Garni, Zimní stadion, Komenského, Magistrát města, Adalbertinum, Zimní stadion, Hotel Garni, Futurum, Na Brně                                   | Okružní linka, úsek Plachta – U Parku – Na Brně není pod trakčním vedením.                                                                                                  |
| 27       | Slezské př. – Cihelna | Pod Strání            | 7,2 km (9,5*) | 21 min (29*) | 2019    | Slezské př. – nádraží, Alessandria, Průmyslová škola, Magistrát města, Adalbertinum, Zimní stadion, Hotel Garni, Masarykova, Benešova, Palachova, *Nový Hradec Králové* | Úsek Hotel Garni, Masarykova, Benešova, Velkopopovická, Palachova není pod trakčním vedením. V pracovní dny zajíždí vybrané spoje z Pod Strání dále na Nový Hradec Králové. |

* U délky trati a doby jízdy je v závorce uvedena délka, resp. čas, při prodloužené (č. 1, č. 7 a č. 27), případně zkrácené (č. 3), trase. 

## Vozový park
Pro zahájení trolejbusového provozu bylo do Hradce Králové dodáno pět kooperačních francouzsko-českých trolejbusů Vetra-ČKD (provozovány 1949–1960). Od 50. let již byly zakupovány výhradně vozy československé Škoda 7Tr (provoz 1951–1971), Škoda 8Tr (provoz 1957–1975), Škoda 9Tr (provoz 1962–1991), Škoda 14Tr (provoz 1983–2012) a kloubové Škoda 15Tr (provoz 1989–2012). V letech 1997 až 2003 byl vozový park obnovován nízkopodlažními vozy Škoda 21Tr (provoz 1997–2015), včetně prototypu s pomocným dieselagregátem 21TrACI. V roce 2010 byly dva vozy 15Tr odprodány firmě Zliner Zlín, která je po opravě prodala Dopravnímu podniku města Ústí nad Labem.
Roku 2011 bylo v souvislosti se zařazením nových kloubových nízkopodlažních trolejbusů Škoda 31Tr prodáno pět vozů 15TrM přímo do Ústí nad Labem,. Dne 15. září 2011 byl uveden do provozu první standardní nízkopodlažní trolejbus Škoda 30Tr, díky čemuž byly z provozu odstaveny poslední dva vozy 14TrM. Po vyřazení posledních dvou trolejbusů 15Tr v roce 2012 (v provozu byly naposledy na podzim 2011) se Hradec Králové stal prvním městem v Česku, kde byl ukončen provoz vozidel tohoto typu. Tímto krokem se stal královéhradecký trolejbusový provoz zcela nízkopodlažním.
V červenci 2012 byl odstaven prototyp vozu 21TrACI a následně byl převeden mezi muzejní trolejbusy. Zbývající vozy 21Tr byly odprodány Dopravnímu podniku města Brna (10 vozů 21Tr, 3 vozy 21TrAC), Dopravnímu podniku města Ústí nad Labem (1 vůz 21Tr, 2 vozy 21TrAC) a na Ukrajinu do Oděsy (5 vozů 21Tr). 
V roce 2018 bylo zakoupeno devět vozů Škoda 30Tr vybavených trakčními bateriemi pro nezávislý pohyb i mimo trolejové vedení. V rámci dodávky se také v Hradci Králové nakrátko objevil desátý vůz Škoda 30Tr s akumulátory, který byl výrobcem následně pronajat Dopravnímu podniku hl. m. Prahy, kde byl veden pod evidenčním číslem 9506. Právě s tímto vozem byl v létě 2018 obnoven pravidelný trolejbusový provoz v hlavním městě. Začátkem roku 2020 se zapůjčený trolejbus vrátil z Prahy do Hradce Králové, kde získal evidenční číslo 38.
V prosinci 2020 byly v Hradci Králové v provozu tyto typy trolejbusů:
| Obrázek                     | Typ        | Dodávky v letech | Počet (k 24. 8. 2020) | Poznámka                                                    |
| --------------------------- | ---------- | ---------------- | --------------------- | ----------------------------------------------------------- |
| Škoda 30Tr v Hradci Králové | Škoda 30Tr | 2011–2020        | 28                    | č. 17 a 18 s dieselagregátem č. 29–38 s trakčními bateriemi |
| Škoda 31Tr v Hradci Králové | Škoda 31Tr | 2011–2013        | 13                    |                                                             |

## Měnírny
Trolejbusová síť je napájena pomocí pěti měníren:
- M1 - Terminál HD (příkon 800 kVA, se třemi napájecími úseky, od roku 2008)
- M2 - Nový Hradec Králové (příkon 2 × 1100 kVA, s pěti napájecími úseky, od roku 1955, rekonstrukce v roce 1986)
- M3 - Kukleny (příkon 2 × 800 kVA, se třemi napájecími úseky, od roku 1957, rekonstrukce v roce 2001)
- M4 - Buzulucká (příkon 2 × 1600 kVA, s osmi napájecími úseky, od roku 1965, rekonstrukce v roce 1993)
- M5 - Slezské Př. – Cihelna (příkon 750 kVA, od roku 2019)

Od roku 2018 se také v areálu vozovny nachází malá měnírna. Původní první měnírna u vodní elektrárny Hučák byla zrušena v roce 1966.